# New Blood
New Blood es el noveno álbum de estudio como solista del británico Peter Gabriel, lanzado el 10 de octubre de 2011. El álbum consiste en re-grabaciones orquestales de diferentes canciones que abarcan toda la carrera discográfica de Gabriel. 

## Características
La idea del álbum fue una continuación del proyecto que comenzó con su álbum anterior Scratch My Back que consistió en versiones orquestales de canciones de otros artistas. La idea para el álbum surgió luego de realizar los arreglos a  las canciones de Gabriel para orquesta en la segunda mitad de la gira Scratch My Back Tour (2010). En este disco Gabriel sigue trabajando con el arreglador John Metcalfe. El disco fue anunciado por Gabriel durante el lanzamiento de su Full Moon Club y fue precedido por la salida de una versión orquestal de la canción «Washing of the water» junto con otra versión de la canción «The Book of love» de la banda The Magnetic Fields como un sencillo de dos lados.

## Lista de canciones
| N.º     | Título                              | Perteneciente al disco           | Duración |  |
| 1.      | «The Rhythm of the Heat»            | Peter Gabriel 4 (Security), 1982 | 5:41     |  |
| 2.      | «Downside Up» (con Melanie Gabriel) | OVO, 2000                        | 3:52     |  |
| 3.      | «San Jacinto»                       | Peter Gabriel 4 (Security)       | 6:58     |  |
| 4.      | «Intruder»                          | Peter Gabriel 3 (Melt), 1980     | 5:07     |  |
| 5.      | «Wallflower»                        | Peter Gabriel 4 (Security)       | 6:25     |  |
| 6.      | «In Your Eyes»                      | So, 1986                         | 7:13     |  |
| 7.      | «Mercy Street»                      | So                               | 5:59     |  |
| 8.      | «Red Rain»                          | So                               | 5:16     |  |
| 9.      | «Darkness»                          | Up, 2002                         | 6:10     |  |
| 10.     | «Don't Give Up» (con Ane Brun)      | So                               | 6:40     |  |
| 11.     | «Digging in the Dirt»               | Us, 1992                         | 4:57     |  |
| 12.     | «The Nest that Sailed the Sky»      | OVO                              | 3:54     |  |
| 13.     | «A Quiet Moment»                    | inédita                          | 4:48     |  |
| 14.     | «Solsbury Hill» (canción adicional) | Peter Gabriel 1 (Car), 1977      | 4:35     |  |
| 1:16:09 |                                     |                                  |          |  |

| Pistas adicionales de la edición especial |                                               |                            |          |  |
| N.º                                       | Título                                        | Perteneciente al disco     | Duración |  |
| 1.                                        | «The Rhythm of the Heat» (instrumental)       | Peter Gabriel 4 (Security) | 5:41     |  |
| 2.                                        | «Downside Up» (instrumental)                  | OVO                        | 3:52     |  |
| 3.                                        | «San Jacinto» (instrumental)                  | Peter Gabriel 4 (Security) | 7:12     |  |
| 4.                                        | «Intruder» (instrumental)                     | Peter Gabriel 3 (Melt)     | 5:06     |  |
| 5.                                        | «Wallflower» (instrumental)                   | Peter Gabriel 4 (Security) | 6:24     |  |
| 6.                                        | «In Your Eyes» (instrumental)                 | So                         | 7:13     |  |
| 7.                                        | «Mercy Street» (instrumental)                 | So                         | 6:00     |  |
| 8.                                        | «Red Rain» (instrumental)                     | So                         | 5:16     |  |
| 9.                                        | «Darkness» (instrumental)                     | Up                         | 6:10     |  |
| 10.                                       | «Don't Give Up» (instrumental)                | So                         | 6:40     |  |
| 11.                                       | «Digging in the Dirt» (instrumental)          | Us                         | 4:58     |  |
| 12.                                       | «The Nest that Sailed the Sky» (instrumental) | OVO                        | 3:54     |  |
| 13.                                       | «Blood of Eden» (canción adicional)           | Us                         | 6:05     |  |

| Pista adicional en iTunes |                                  |                        |          |  |
| N.º                       | Título                           | Perteneciente al disco | Duración |  |
| 1.                        | «Signal to Noise» (instrumental) | Up                     | 7:47     |  |